# 松村一人
松村 一人（まつむら かずと、1905年7月11日 - 1977年6月22日）は、日本の哲学者。法政大学名誉教授。

## 来歴
1905年、山口県生まれ。1933年、東京帝国大学哲学科を卒業。プロレタリア科学研究所、唯物論研究会に参加。
戦後は民主主義科学者協会哲学部会の雑誌「理論」の編集に関わる。1964年より法政大学教授。毛沢東主義者であった。

## 著書
- ヘーゲル論理学研究 北隆館、1945.
- 変革の論理 日本民主主義文化連盟、1948.
- 唯物論と主体性論 日本評論社、1949.
- 弁証法と過渡期の問題 伊藤書店、1950.
- 弁証法とはどういうものか 1950. 岩波新書
- 新しい愛国主義 1952. 青木文庫
- 弁証法の発展 毛沢東の「矛盾論」を中心として 1953 岩波新書
- ヘーゲルの論理学 勁草書房、1959.
- 毛沢東思想と現代修正主義 東方書店、1968. 人民双書
- マルクス・レーニン主義と「左」右の日和見主義 東方書店、1975.
- 変革の論理のために 仲本章夫編 1997.4. こぶし文庫 戦後日本思想の原点

## 共編著
- 現代観念論批判 編. ナウカ社、1948.
- ヘーゲル 甘粕石介共著 弘文堂、1952. アテネ文庫

## 翻訳
- 『小論理学 ヘーゲル』 北隆館、1943年. (のち岩波文庫として出版)
- 『西洋哲学史 シュヴェーグラー』 谷川徹三共訳 1949年. 岩波文庫
- 『哲学ノート レーニン』 1956年. 岩波文庫
- 『実践論・矛盾論 毛沢東』 竹内実共訳 1957年. 岩波文庫
- 『フォイエルバッハ論』 エンゲルス 1960年. 岩波文庫
- 『将来の哲学の根本命題』 他2編 フォイエルバッハ 和田楽共訳. 1967年. 岩波文庫
- 『中国革命と中国共産党』 他5篇 毛沢東 東方書店 1969年. 毛沢東問題別選